# Famille Anderallmend
La famille Anderallmend est une famille patricienne de Lucerne, en Suisse.

## Histoire
La famille Anderallmend est attestée dans la ville de Lucerne, depuis le XVe siècle.
Entre 1500 et 1829, il y a toujours eu un membre de la famille dans le Grand Conseil. Cinq d'entre-eux ont été secrétaires entre 1620 et 1680. Elle est l'une des dix-sept familles dominante de la cité au XVIIe siècle.
La famille s'éteint avec la mort de Franz Georg Melchior, membre du Grand Conseil, en 1829.

## Personnalités
- Johann Anderallmend, du Petit Conseil, baill.
  - Moritz Anderallmend (v.1572-1634), membre du Grand Conseil (1590-1606), du Petit Conseil (1606-1634), avoyer en 1630, 1632 et 1634, bailli d'Ebikon (1593-1595), de Habsbourg (1599-1601), du Michelsamt (1609-1611[2],[3].
- Johann Anderallmend (av.1590-1647), neveu du précédent, membre du Grand Conseil de Lucerne (1609-1617), du Petit Conseil (1617-1647). Capitaine à Wil (SG, 1614-1616), bailli de Habsbourg (1617-1619), du Michelsamt (1621-1623), de Rothenburg (1625-1627) et de Thurgovie (1632-1634), maisonneur (1634-1647[4].

## Possessions
La famille possède notamment des maisons en ville (maison Anderallmend), le château du Schauensee à Kriens (entre 1620/1644 et 1737/1749), celui de Baldegg, donné par le duc Léopold Ier de Lorraine (entre 1725 et 1806), et également des alpages dans l'Entlebuch.